# 董文標
董文標（1957年6月—），男，河南叶县人，中华人民共和国金融人物，曾任中國民生銀行股份有限公司行长、董事長，第十届、十一届全国政协委员、第十一届全国政协经济委员会副主任、第十届全国工商联执委、中国民间商会副会长、中国上市公司协会副会长、中民投董事局主席。现任全国工商联副主席。

## 生平
1977年进入河南银行学校(后更名河南金融管理干部学院，2001年8月更名为中国人民银行郑州培训学院)学习，毕业后留校任教，并先后到西安交通大学经济与金融学院、厦门大学财经系学习。1984年，河南金融管理干部学院成立后，出任副院长。1991年，调任交通银行郑州分行行长。1993年初，调入交通银行总行，随后出任海通证券首任董事长。1996年，中國民生銀行成立伊始，董文标出任副行长。2000年5月，升任行长、党委书记。2006年出任中國民生銀行董事长。2008年3月任第十二届全国政协经济委员会副主任。2012年12月，出任全国工商联副主席。2014年8月18日，董文标向中国民生银行董事会提交辞职函，辞去董事长职务。
2015年1月31日，民生银行行长毛晓峰被中纪委宣布调查后，曾有传闻董文标因涉案而被限制出境，但遭本人否认。

## 荣誉
- “2016十大经济年度人物”，主办方：新浪财经、人民日报客户端、吴晓波频道[3]